# Auguste Orts
Auguste Orts (7. dubna 1814 Brusel – 3. listopadu 1880 tamtéž) byl bruselský právník, liberální politik a historik. Byl také profesorem na Svobodné univerzitě v Bruselu.